# マカオの旗
マカオの旗、現在の中華人民共和国マカオ特別行政区の区旗は、緑地に蓮の花が白く描かれたデザインで、区章と大部分のデザイン要素を共有する。1999年のマカオ返還以前は、ポルトガルの国旗が使用されたが、独自の旗も作られ、特にマカオ半島を管轄したマカオ市政庁（中: 澳門市政廳, 葡: Leal Senado, 英: Municipal Council of Macau）の旗が知られた。

## マカオ特別行政区の区旗と区章

マカオ特別行政区区章

明るい緑地に白い蓮の花と橋、海がデザインされ、その上に五つの黄色の五芒星が描かれている。蓮の花はマカオの象徴である。タイパ橋はマカオ半島と対岸のタイパ島を接続する橋で、中国本土とのつながりを示している。五つの星は中華人民共和国の五星紅旗からとられており、マカオが中国の領土であるということを象徴する。

## ポルトガル統治時代の旗
ポルトガル統治時代は、ポルトガルの国旗が掲げられた。

?1554年〜1616年 （1557年ポルトガル人が居留権を得る）
?1578年〜1616年
?1616年〜1640年 （1616年からマカオ総督が派遣される）
?1640年〜1667年
?1667年〜1707年
?1707年〜1816年
?ポルトガル・ブラジル及びアルガルヴェ連合王国 1816年〜1830年
?ポルトガル王国 1830年〜1910年 （1887年〜正式統治）
?ポルトガル共和国 1910年〜1999年

### マカオ政庁旗
1935年9月14日、ポルトガル政府は訓令第8098号を発布し、マカオ政庁に盾の形の紋章 (Coat of Arms) を使う権利を与えた。1967年の建議草案にはこの紋章を用いたポルトガル統治下のマカオの旗が見られる。

?1935年〜1951年
?1951年〜1999年
?1967年に提案された旗
?マカオ総督旗

### 二つの市政庁の旗

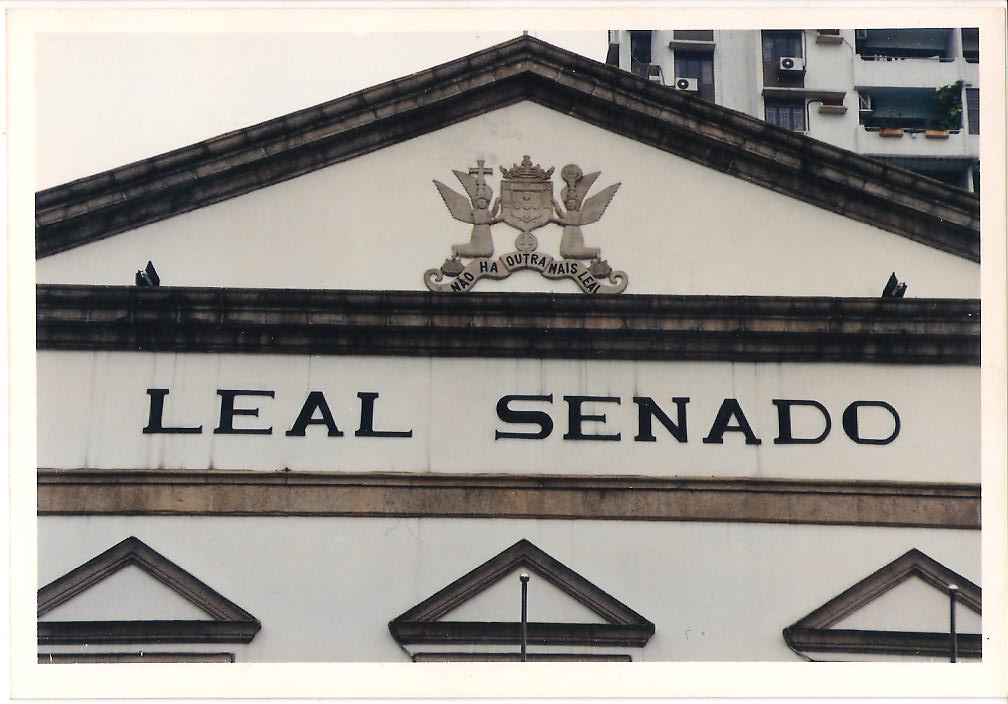
旧マカオ市政庁舎の外壁。旗と大部分共通する紋章のレリーフが掲げられていた。現在は民政総署庁舎となり、マカオ特区の区章に置き換えられている。

ポルトガル領時代、マカオにはマカオ半島を管轄する「マカオ市政庁」と、タイパ島・コロアネ島を管轄する「海島市政庁」が置かれ、それぞれの市政庁の旗が定められた。スポーツなどにおける国際的な場面では、マカオ市政庁の旗がよく使用された。1999年のマカオ返還式典の際には、マカオ市政庁の旗がマカオ政庁（植民地政府）を代表する旗として採用された。特別行政区政府の発足後、これらは再編され廃止された。マカオ市政庁の旗は、青地の旗で、上部に冠のあるポルトガルの国章の盾を2人の天使がサポーターとして支える図案である。盾の下部には「Cidade do Nome de Deus de Macau, Não há outra mais Leal（最も忠貞なる主の名の街・マカオ）」というマカオ植民地のポルトガル語での正式名称をモットーとして配する。

?マカオ市政庁の旗
?海島市政庁の旗